# Les Robinson suisses
Ne doit pas être confondu avec Les Robinsons des mers du Sud ou The Swiss Family Robinson.
Les Robinson suisses (Swiss Family Robinson) est une série télévisée canadienne en 26 épisodes de 25 minutes réalisée par Peter Carter et diffusée entre le 13 septembre 1974 et le 14 mars 1975 sur le réseau CTV.
Au Québec, la série a été diffusée à partir du 13 novembre 1975 à la Télévision de Radio-Canada, et en France à partir du 14 septembre 1977 sur TF1 dans l’émission Les Visiteurs du mercredi sous le titre de Le Robinson suisse. Elle a été rediffusée dans les années 1990 sur Canal J et Série Club.
La série s'inspire du roman Le Robinson suisse du pasteur suisse Johann David Wyss écrit en 1812 et de la suite du roman, écrite par Mme de Montolieu.

## Origine
La série est adaptée du roman Le Robinson suisse (Der Schweizerische Robinson) écrit en 1812 par le pasteur protestant suisse alémanique Johann David Wyss. Le titre choisi par le pasteur est une référence au célèbre roman Robinson Crusoé, écrit un siècle plus tôt par l'Anglais Daniel Defoe (à noter : dans le roman Le Robinson suisse, le patronyme de la famille n'est pas Robinson, mais Zermatt). L'ambition du romancier était de proposer à ses propres enfants une version didactique et morale du thème "survivons tant bien que mal dans la nature plus ou moins hostile et apprenons ce qui fait notre humanité au contact des autochtones et des aléas climatiques".
En 1824, Isabelle de Montolieu, autrice suisse romande, décide de réécrire le roman original (en supprimant notamment les parties moralisatrices) et ajoute une suite et une fin. Son œuvre a été éditée en quatre tomes sous le titre de Le Robinson suisse, ou Journal d'un père de famille naufragé avec ses enfants ; continué par Madame Isabelle, Baronne de Montolieu. Son roman a été un grand succès de librairie.

## Synopsis
Après un violent orage, une famille s'échoue sur une île tropicale déserte. Ne pouvant compter que sur eux-mêmes et sur les talents de chacun, les parents, Johann et Elizabeth, leurs deux fils adolescents Ernest et Frantz, et leur petite fille Marie, s’efforcent de se construire une vie dans cet environnement hostile éloigné de la civilisation…

## Fiche technique
- Titre original : Swiss Family Robinson (littéralement « La famille suisse Robinson »)
- Titre en français : Le Robinson suisse puis Les Robinson suisses
- Réalisateur : Peter Carter
- Scénariste : Oliver Crawford
- Musique : Richard LaSalle
- Production : Gerald Mayer
- Société de production : Fremantle, Trident Television, CTV
- Pays d'origine : Canada
- Langue : anglais
- Nombre d'épisodes : 26 (1 saison)
- Durée : 25 minutes
- Dates de première diffusion : 
  -  Canada : 12 août 1974
  -  France : 14 septembre 1977

## Production
- L'année suivante fut produite une version américaine de cette série, portant le même titre (The Swiss Family Robinson), et qui a été, elle aussi, diffusée en France la même année, sur la chaîne Antenne 2. Cependant, c'est la version canadienne qui a marqué les téléspectateurs français.

- Il n'y a pas eu de seconde saison à cause du succès plus important de la série américaine The Swiss Family Robinson, succès dû notamment au fait que la version canadienne n'a pas été autorisée à être diffusée aux États-Unis pour ne pas concurrencer la série américaine. Pour cette raison, le tournage des Robinson suisses canadiens a été interrompu et ne comporte pas d’épisode final.

- Les scènes de plage ont été filmées en Jamaïque, celles dans la jungle l'ont été au Canada, à Kleinburg.

- Lors de sa première diffusion en France, le titre de la série était Le Robinson suisse et non Les Robinson suisses[2].

### Le doublage en français
Comme beaucoup de feuilletons télévisés étrangers diffusés en France dans les années 1960 et 1970 (Cosmos 1999, Le Roi Léo, L'Araignée, etc.), le doublage était réalisé au Québec par des comédiens québécois,dont le léger accent donnait un charme supplémentaire aux séries[réf. nécessaire]. Pour ce feuilleton, c'est le studio Synchro-Québec LTEE qui a effectué le doublage. Les voix françaises ne sont pas créditées dans les DVD français de la série sortis en 2008 ni dans le générique français d'origine.

## Distribution
- Chris Wiggins (VQ : Yves Massicotte) : Johann Robinson
- Diana Leblanc (VQ : elle-même) : Elizabeth Robinson
- Michael Duhig (en) (VQ : André Montmorency) : Ernest Robinson
- Ricky O'Neill (VQ : Flora Balzano) : Franz Robinson
- Heather Graham II[3] (VQ : Ève Gagnier) : Marie Robinson

 Source et légende : version québécoise (VQ) sur Doublage.qc.ca

## Épisodes
La liste reprend les titres tels qu'ils figurent dans l'intégrale de la série sortie en DVD en 2008.
1. L'Arrivée (The Arrival)
2. Le Secret de l'île aux requins (The Secret of Shark Island)
3. La Marque du capitaine Keel (The Mark of Captain Keel)
4. L'Idole maléfique (The Curse of the Idol)
5. Le Règne animal (Animal Kingdom)
6. Bruno (Bruno)
7. L'Attaque du chat (Attack of the Cat)
8. Perdu en mer (Lost at Sea)
9. Un temps pour vivre, un temps pour mourir (A Time to Live and a Time to Die)
10. L'Antre du tigre (Cave of the Tiger)
11. Le Trésor (Dead Man’s Gold)
12. Panique sur l'île du sud (Terror on South Island)
13. Le Visiteur (The Visitor)
14. Une enfant de la Nature (Nature’s Child)
15. Retour du Paradis (Return from Paradise)
16. L’Énigme du squelette (Skeleton Clue)
17. Quelque part sur Terre (Somewhere on this Earth)
18. Le Sauvetage (Rescue)
19. Une seconde lune de miel (Second Honeymoon)
20. Festin mortel (Deadly Feast)
21. L'Intrus (The Intruder)
22. Le Maillon faible (The Weakest Link)
23. La Mousson (Monsoon)
24. Les Naufragés (The Castaway)
25. L'Ours (The Rogue)
26. La Disparition (Disappearance)

Le coffret de cinq DVD (Editions Fremantle / Universal, 2008) comporte un classement different :
- n° zéro : L'Arrivée
- n°5 : Le Secret de l'île aux requins
- n°23 : La Marque du capitaine Keel
- n°20 : L'Idole maléfique
- n°2 : Le Règne animal
- n°16 : Bruno le chien
- n°21 : L'Attaque du chat
- n°11 : Perdu en mer
- n°17 : Un temps pour vivre
- n°18 : L'Antre du tigre
- n°8 : Le Trésor
- n°25 : Les Fourmis
- n°3 : Le Visiteur
- n°4 : Tune enfant de la nature
- n°15 : Retour du paradis
- n°1 : L’énigme du squelette
- n°9 : Quelque part sur terre
- n°13 : Le sauvetage
- n°22 : Une seconde lune de miel
- n°10 : Festin mortel
- n°14 : L'Intrus
- n°7 : Le Maillon faible
- n°24 : Les Naufragés
- n°19 : L'Ors puis le final
- n°6 : La Disparition

- 00. L'Arrivée (The Arrival)
- 01. L’Énigme du squelette (Skeleton Clue)
- 02. Le Règne animal (Animal Kingdom)
- 03. Le Visiteur (The Visitor)
- 04. Une enfant de la Nature (Nature’s Child)
- 05. Le Secret de l'île aux requins (The Secret of Shark Island)
- 06. La Disparition (Disappearance)
- 07. Le Maillon faible (The Weakest Link)
- 08. Le Trésor (Dead Man’s Gold)
- 09. Quelque part sur Terre (Somewhere on this Earth)
- 10. Festin mortel (Deadly Feast)
- 11. Perdu en mer (Lost at Sea)
- 12. La Mousson (Monsoon)
- 13. Le Sauvetage (Rescue)
- 14. L'Intrus (The Intruder)
- 15. Retour du Paradis (Return from Paradise)
- 16. Bruno (Bruno)
- 17. Un temps pour vivre, un temps pour mourir (A Time to Live and a Time to Die)
- 18. L'Antre du tigre (Cave of the Tiger)
- 19. L'Ours (The Rogue)
- 20. L'Idole maléfique (The Curse of the Idol)
- 21. L'Attaque du chat (Attack of the Cat)
- 22. Une seconde lune de miel (Second Honeymoon)
- 23. La Marque du capitaine Keel (The Mark of Captain Keel)
- 24. Les Naufragés (The Castaway)
- 25. Panique sur l'île du sud (Terror on South Island)

Cette chronologie ne respecte pas celle qui est donnée dans la série par le narrateur.
On note d'ailleurs que les épisodes Une enfant de la nature et Retour au paradis sont censés se dérouler le même jour du 28 mars 1801, ce qui n'est pas possible au vu de l'intrigue qui s'écoule sur plusieurs jours.
On retrouve cette même anomalie chronologique avec les épisodes L'Idole maléfique et L'Attaque du chat, censés également se dérouler le même jour du 11 septembre 1801.

## Autour de la série
Ce feuilleton (comme on appelait les séries à l'époque) a laissé de très bons souvenirs aux téléspectateurs bien qu'il n'ait été diffusé qu'une seule fois sur les chaînes hertziennes de l'époque. Il faudra attendre les années 1990 pour revoir la série sur les chaînes du câble et du satellite.

## Produits dérivés (France)

### VHS / DVD
- Des cassettes VHS de la série ont été commercialisées.
- DVD : L'intégrale en français en coffret de 5 DVD - Éditeur: Universal Pictures ; sortie: 2008 (à noter : les épisodes n'apparaissent pas dans le bon ordre et le générique français - qui existe pourtant - n'a pas été utilisé dans ce coffret).

À noter : Dans la version DVD des éditions Universal Pictures de 2008, les épisodes apparaissent de la manière suivante (le titre de l'épisode est suivi de la date du journal de Johann Robinson donné dans chaque épisode en voix off) :
1. épisode 1 → 10 janvier 1801
2. épisode 2 → 1er août 1801
3. épisode 3 → 4 avril 1801
4. épisode 4 → 13 août 1801
5. épisode 5 → 28 mars 1801
6. épisode 6 → 4 mai 1801
7. épisode 7 → 13 mai 1801
8. épisode 8 → 23 mai 1801
9. épisode 9 → 4 février 1801
10. épisode 10 → 11 juin 1801
11. épisode 11 → inconnu
12. épisode 12 → 4 août 1801
13. épisode 13 → 27 octobre 1801
14. épisode 14 → 8 décembre 1801
15. épisode 15 → 22 septembre 1801
16. épisode 16 → 28 mars 1801
17. épisode 17 → 9 février 1801
18. épisode 18 → 12 juillet 1801
19. épisode 19 → 19 janvier 1801
20. épisode 20 → 9 juillet 1801
21. épisode 21 → 11 septembre 1801
22. épisode 22 → 11 septembre 1801
23. épisode 23 → 13 octobre 1801
24. épisode 24 → 4 novembre 1801
25. épisode 25 → 26 novembre 1801
26. épisode 26 → 11 décembre 1801

## Ouvrages
source utilisée pour la rédaction de cet article
- Jean-Jacques Jelot-Blanc, 30 ans de séries et de feuilletons à la T.V., Pac, 1985 (ISBN 2853362418)
- Nils Ahl et Benjamin Fau, Dictionnaire des séries télévisées, Paris, Philippe Rey, 2016, 1113 p. (ISBN 978-2-84876-556-3), p. 808.